# Central Avenue Reunion
Central Avenue Reunion è un album live di Art Farmer, Frank Morgan, Lou Levy, Eric Von Essen e Albert Heath, pubblicato dalla Contemporary Records nel 1990. Il disco fu registrato dal vivo il 26 e 27 maggio 1989 al Kimball's East di Emeryville, California (Stati Uniti).

## Tracce
Lato A
1. Star Eyes – 8:43 (Gene De Paul, Don Raye)
2. Farmer's Market – 6:58 (Art Farmer, Annie Ross)
3. Embraceable You – 6:48 (George Gershwin, Ira Gershwin)
4. Blue Minor – 7:08 (Sonny Clark)

Lato B
1. I Remember You – 9:03 (Johnny Mercer, Victor Schertzinger)
2. Don't Blame Me – 5:45 (Dorothy Fields, Jimmy McHugh, David Raksin, Frank Wess)
3. Cool Struttin' – 9:21 (Sonny Clark)

Edizione CD del 1990, pubblicato dalla Contemporary Records
1. Star Eyes – 8:43 (Gene De Paul, Don Raye)
2. Farmer's Market – 6:58 (Art Farmer, Annie Ross)
3. Embraceable You – 6:45 (George Gershwin, Ira Gershwin)
4. Blue Minor – 7:10 (Sonny Clark)
5. I Remember You – 9:03 (Johnny Mercer, Victor Schertzinger)
6. Don't Blame Me – 5:45 (Dorothy Fields, Jimmy McHugh, David Raksin, Frank Wess)
7. Cool Struttin' – 9:21 (Sonny Clark)
8. Donna Lee – 6:15 (Charlie Parker) – Bonus Track

## Musicisti
- Art Farmer - flicorno, tromba
- Frank Morgan - sassofono alto
- Lou Levy - pianoforte
- Eric Von Essen - basso acustico
- Albert Heath - batteria